# Omagh
Omagh (irsk: An Ómaigh) er en by i det østlige Nordirland, med et indbyggertal (pr. 2008) på cirka 22.000. Byen er hovedstad i et distrikt af samme navn, og ligger i grevskabet Tyrone.
Omagh er internationalt mest kendt på grund af Omagh-bombningen, der indtraf 15. august 1998. Ansvaret for bombningen lå hos den paramilitære organisation The Real IRA. 29 mennesker mistede livet og over 200 blev såret.
54°36′N 7°17′V / 54.600°N 7.283°V